# اسپندارهای پیشین
اسپندارهای پیشین (نام علمی: Praecereus) نام یک سرده از تبار اسپندارتباران است.